# Phoma minutula
Phoma minutula är en lavart som beskrevs av Sacc. 1880. Phoma minutula ingår i släktet Phoma, ordningen Pleosporales, klassen Dothideomycetes, divisionen sporsäcksvampar och riket svampar.   Inga underarter finns listade i Catalogue of Life.